# Anyagszerkezeti hierarchia
Az anyagszerkezeti hierarchia fontos összetett fogalom a modern anyagtudományban, az anyagtechnológiákban. Az anyagszerkezeti hierarchia összekapcsoltan mutatja be az anyag szerveződési szintjeit.

## Az anyagszerkezeti hierarchia fogalmának jelentősége
Az anyagok felépítése réteges. Nem a hétköznapi „lemezesség” értelmében, hanem a változó méretek világát követve, a kicsinyítés és a nagyítás nagyságrendjein lépegetve. Az egyre mélyebb szerkezeti vonásaiban megismert anyagokat egyre összetettebb szerepkörökben tudja hasznosítani az ipari termelés, a műszaki fejlesztés.
Az anyag szerkezetének hierarchikus felépítését az anyagok technológiája mellett, amely műszaki tudomány, az anyagfejlődés-történet, mint szintetizáló természettudomány is tudatosította. Az anyag fejlődéstörténete során újabb és újabb szerkezeti szinteket termelt ki magából s ennek eredményeként az elemi részecskéktől, az atommagoktól, atomoktól, molekuláktól fölfelé egyre összetettebb szinteket találunk az anyagokra. Ennek a megismerési sorrendje természetesen fordított volt és a hétköznapi anyagoktól vezetett a mélyebb, rejtettebb szintekig.

## Négy példa, négy szerkezeti hierarchia szint
Ha kimondom ezt a szót, hogy szén, sokféle anyagot érthetek alatta. A következő négy mondatban más és más szerveződési szintjét használom a szén fogalmának. 
- A reaktorban szénrudakat használtak moderátornak. A magenergia (hétköznapi néven atomenergia) termelése során atommag reakciók zajlanak. Ebben a mondatban a szén atommagjáról esik szó.
- Az égő szén lángjánál olvastam. Itt a szén kémiai reakciója zajlik, az égéskor minden atomi-molekuláris folyamatban egy foton szabadul fel és ezek együttesen adják a tűz fényét. Valójában tehát a szén molekulaszintű reakciójáról beszélek.
- Szénszállal erősített műanyagot használok. A szénláncú anyagok mikrométeres rostjai fontos összetevői a modern anyagoknak. Itt a szénszál sokféle lehet, de már molekula fölötti, kristályos szerveződésű.
- Elégett a gyémánt, mintha csak közönséges szén lett volna. Itt a gyémánt egy nagy méretű kristály, kristályos szerkezetű anyagként szerepel a használatban.

A példasor különböző szerveződési szinten fölhasznált szenekről szólt. Amikor az anyagok szerkezetét átalakítjuk az ipari technológiák során, ezt a tudást hasznosítjuk, amit az anyag szerkezeti hierarchiája fog át.

## Szerkezeti hierarchia szilárd anyagokra

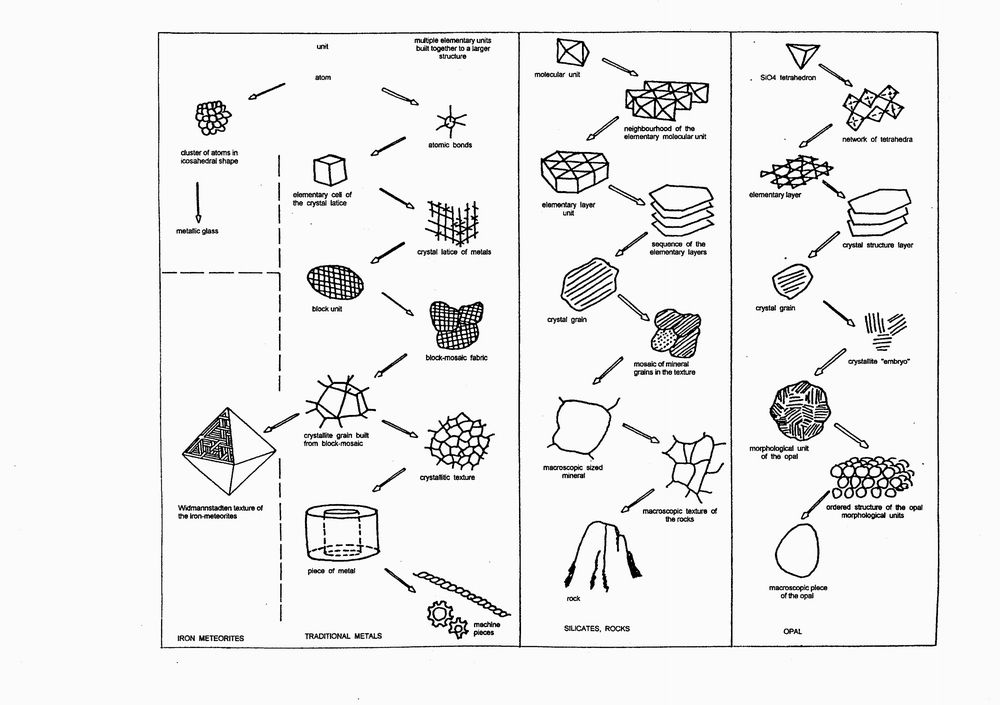
Az anyagszerkezeti hierarchia szintek néhány szerkezeti anyagban: bal oszlop - fémekben, középső oszlop - szilikátokban, jobb oszlop - az opálban. Látható, hogy többféle szerveződési hierarchia-szint is megjelenik a makroszkopikus szint és az atomi-molekuláris szint között. Az ábra Bérczi Szaniszló: Szimmetria és struktúraépítés című könyvéből való

A megismerés során az egyre csökkenő méreteken újabb anyagszerkezeti vonásokat figyelhettünk meg. A hétköznapi élet szerkezeti anyagainak a belső felépítése három elkülöníthető tartományra bontható:
- az emberléptékű makroszkopikus szerkezeti szintre (a kerámia cserépanyagára, vagy a kés acéljára gondoljunk például).
- egy általános értelmű szövetszerkezeti szintre (akár a kőzetek és kerámiák kristályos szövetelemeit bemutató, akár a biológiai szövetek szerkezetét bemutató vizsgálatokra gondolhatunk), és
- az atom- és molekulaszerkezeti szintre (mert ezek már a középiskolai kémia és fizika tárgyak ismereteit jelentik, de közvetlenül nem figyeljük meg őket).

## Szerkezeti hierarchia szilárd anyagok anyagvizsgálataiban
A tudományos kutatás évszázadokon át fejlesztette ki az anyag vizsgálatának módszereit. Makroszkopikus szinten a fizikában ismerkedünk meg például a hőtágulással, a hő- és elektromos vezetőképességgel vagy elektromos ellenállással. A megfigyelésének egyre finomabb léptékű módszereit is gyakran használjuk az anyagvizsgálatoknál. Közülük az optikai mikroszkóp a legismertebb. Ez általában a szövetszerkezet vizsgálatára alkalmas. Az egyre kiterjedtebben használt sugárzási vizsgálati módszerek már a mélyebb anyagszerkezeti szintek megismeréséhez visznek el.
Mindezek együttes áttekintésére az anyagszerkezeti hierarchia a legalkalmasabb összefoglaló térkép.
Egy másik területen is igen hasznos az anyagszerkezeti hierarchia ismerete: az anyagok összetételének megadásánál. Többféle módon is "szétszedhetjük" az anyagokat. Például egy kőzetet szétszedhetjük ásványaira és ekkor az ásványos összetételről beszélünk. Tovább menve a földbontásnál, szétszedhetjük például atomjaira is, ha igen magas hőmérsékleten elpárologtatjuk a kőzetet, s ekkor beszélhetünk atomos összetételről, vagy kémiai összetételről is. Ugyancsak fontos eset az, amikor - már inkább csak egy-egy ásvány esetében - az atommagok mennyiségére vagyunk kíváncsiak. (Ez az eset a radioaktív vizsgálatoknál áll fönn.) Ilyenkor egy-egy atom atommagjainak izotópos összetételéről beszélhetünk.